# Semana Santa en Lima
La Semana Santa en Lima es una de las efemérides religiosas de mayor raigambre en la ciudad. En Semana Santa existen celebraciones que, siguiendo el patrón o secuencia de escenas representadas, se cumplen en forma semejante en algunos distritos antiguos de la metrópoli. Durante esa semana, en las calles del Centro Histórico de Lima, la fiesta religiosa se complementa con las procesiones, la degustación de comida tradicional y la compra de objetos devocionales de artesanía.

## Viernes de Dolores
En este día anterior a la Semana Santa, sale la procesión del Viernes de Dolores de la Basílica de La Merced, con las imágenes de Jesús Nazareno, Santo Cristo del Auxilio y la Virgen de la Piedad.

## Sábado de Pasión
Anteriormente
antes del Domingo de Ramos, salían a recorrer en procesión antiguas imágenes de la Iglesia de San Agustín: Alegoría de la muerte, Ecce Homo, Señor de la Columna, Santo Cristo de Burgos y Nuestra Señora de la Pasión, aproximadamente a las 5 de la tarde.
Actualmente sale en procesión el Señor del Santuario de Santa Catalina y Nuestra Señora de las Angustias rumbo a la Catedral de Lima.

## Martes Santo

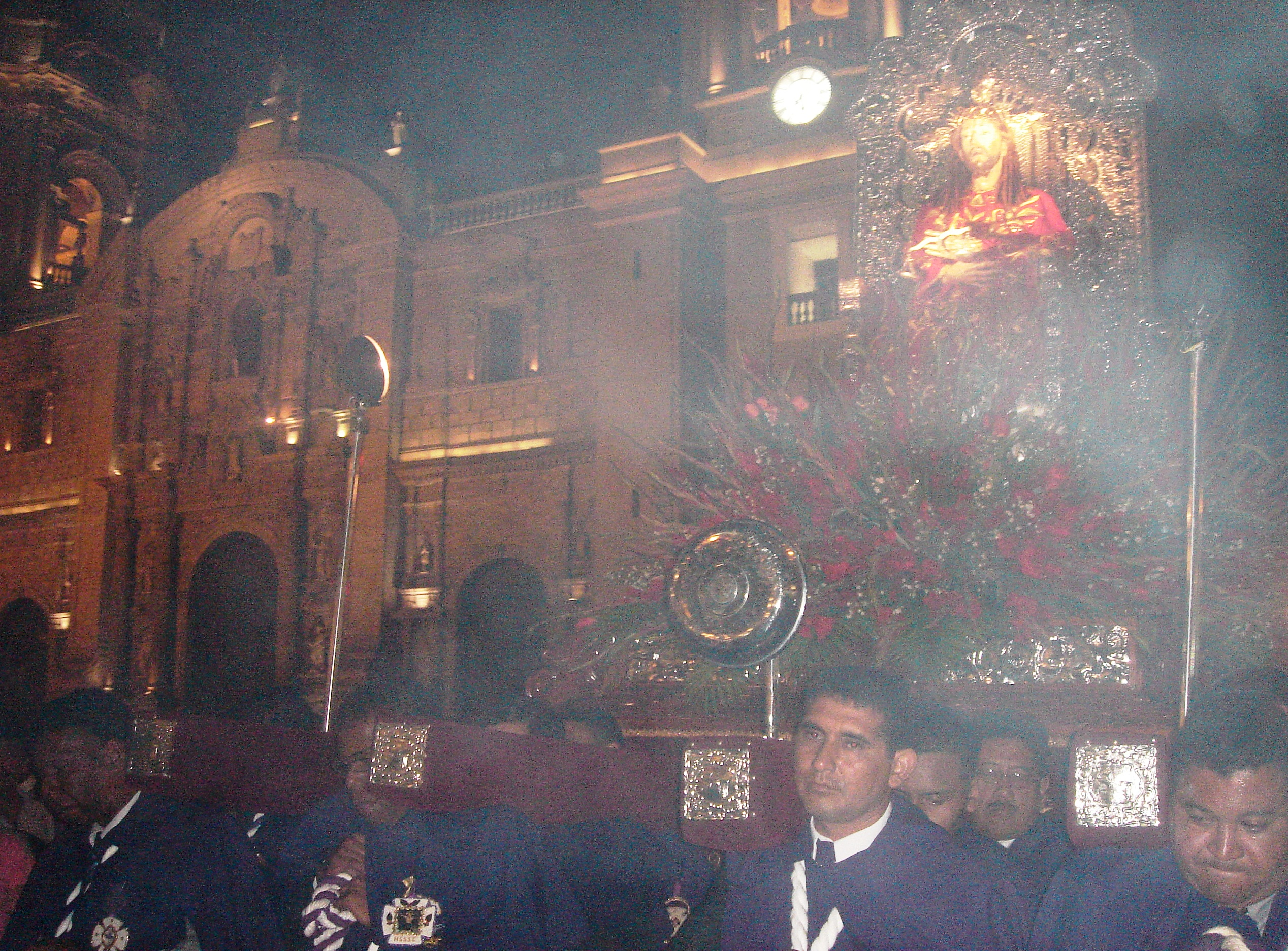
Señor de la Justicia, Martes Santo, Plaza de Armas de Lima.

Desde la Iglesia de Santo Domingo sale la procesión "Pasos de la Pasión de Nuestro Señor Jesucristo" con las imágenes del Señor de la Justicia (desde 2014 ya no sale con su trono de plata, además luce el cuerpo descubierto) y de la Virgen de las Penas (mal llamada Virgen del Rosario de los Dolores) hacia la Catedral de Lima. Los acompañan también Jesús del Prendimiento, el Señor de la Columna, el Señor de la Caída, Jesús de la Preciosa Sangre y Sus Santas llagas, Apóstol San Juan Evangelista y la Venturosa María Magdalena.

## Miércoles Santo
En este día sale la Procesión del Encuentro de la Basílica de San Francisco, las imágenes que procesionan son las de Jesús Nazareno, que se venera a lo largo del año en su retablo del sotocoro de la iglesia, y la Virgen de los Dolores. 

## Jueves Santo

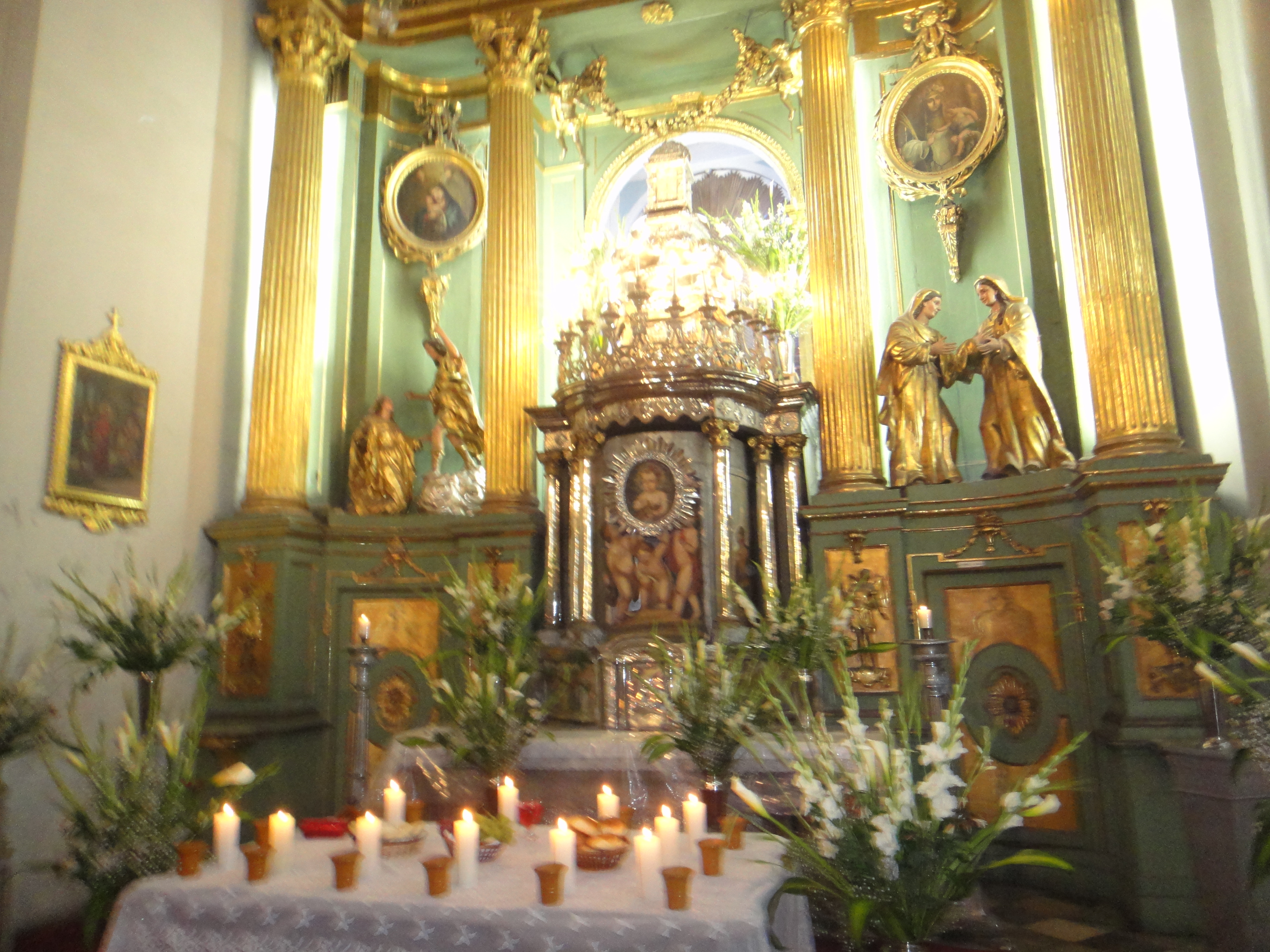
Monumento de Jueves Santo, Iglesia de Santo Domingo de Lima.

Este día marca el fin de la Cuaresma e inicio del Triduo Pascual. Por la mañana se lleva a cabo la Misa Crismal en la Basílica Catedral de Lima. Renovación de las Promesas Sacerdotales, todos los sacerdotes de la arquidiócesis concelebran la Misa. Luego de los oficios de la Cena del Señor e Institución de la Eucaristía, se realiza el tradicional lavado de pies y la gente visita los monumentos organizados en cada templo limeño, se degustan los tradicionales anticuchos y postres como los picarones, No hay procesiones, los fieles se preparan para la festividad central: Viernes Santo.

## Viernes Santo

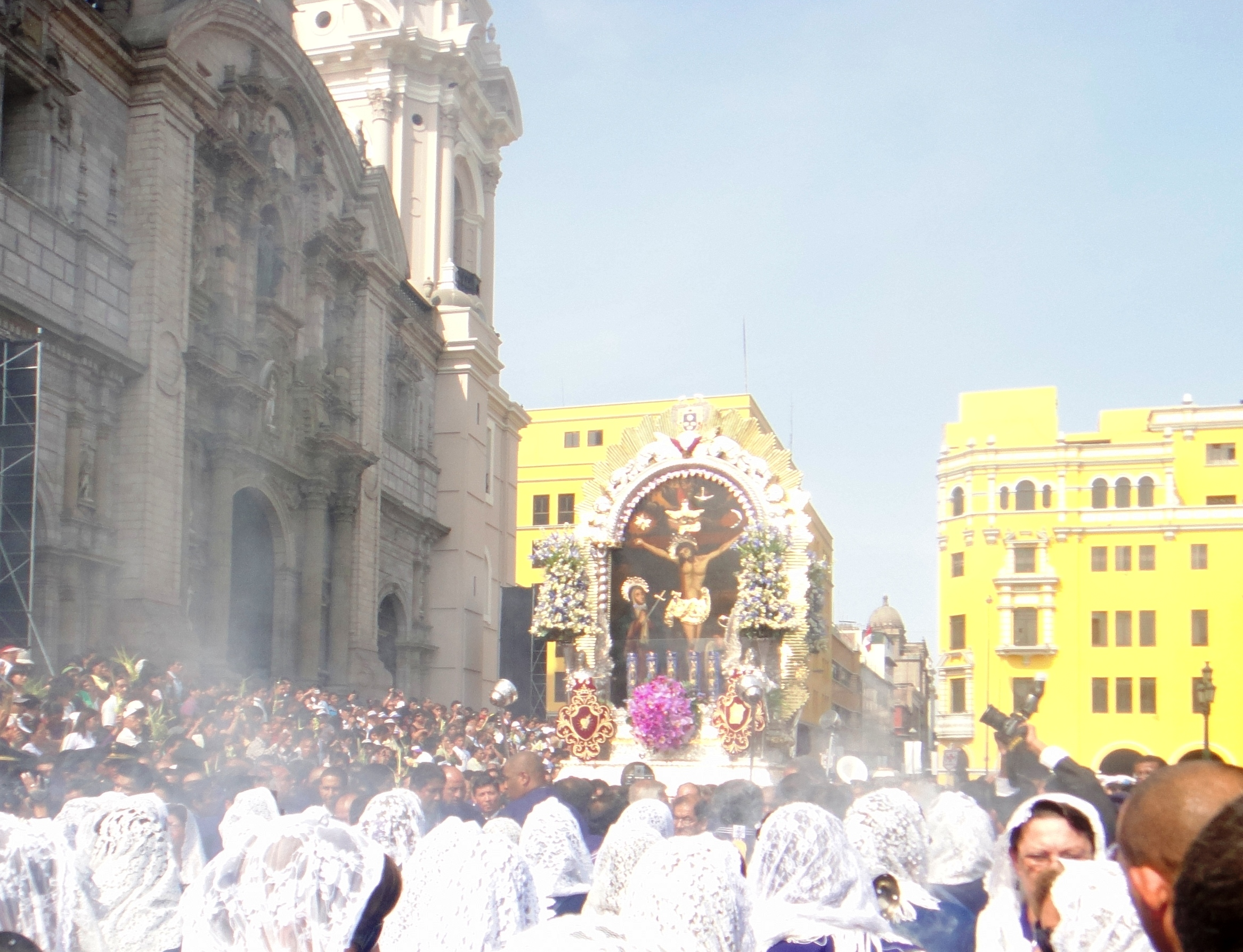
Señor de los Milagros, Viernes Santo, Plaza de Armas de Lima.

El Viernes Santo es una conmemoración cristiana correspondiente al segundo día del Triduo Pascual, en el que se recuerda la pasión y muerte en la cruz de Jesús de Nazaret, el Mesías. El Viernes Santo se conmemora un día después del Jueves Santo y antes del Domingo de Resurrección teniendo como principal objetivo recordar la muerte de Jesucristo mediante su crucifixión en el Calvario.
En ese día se destaca por la escenificación del vía crucis. Desde 1984, se realizaba a cargo de Mario Valencia Rivadeneira, conocido como el Cristo Cholo.

## Sábado Santo
Sábado de Esperanza y silencio, nos preparamos a vivir la vida nueva de Jesús quiere regalarnos con su Resurrección. Esta una noche feliz, porque el sufrimiento y la muerte serán vencidos. No se celebran eucaristías y los templos se encuentran cerrados, salvo la capilla de La Soledad en la cual a partir del mediodía se desarrolla la denominada “velación al Señor del Santo Entierro”.
Por la noche se lleva a cabo la solemne Vigilia pascual en celebración de la Resurrección del Señor.

## Domingo de Resurrección

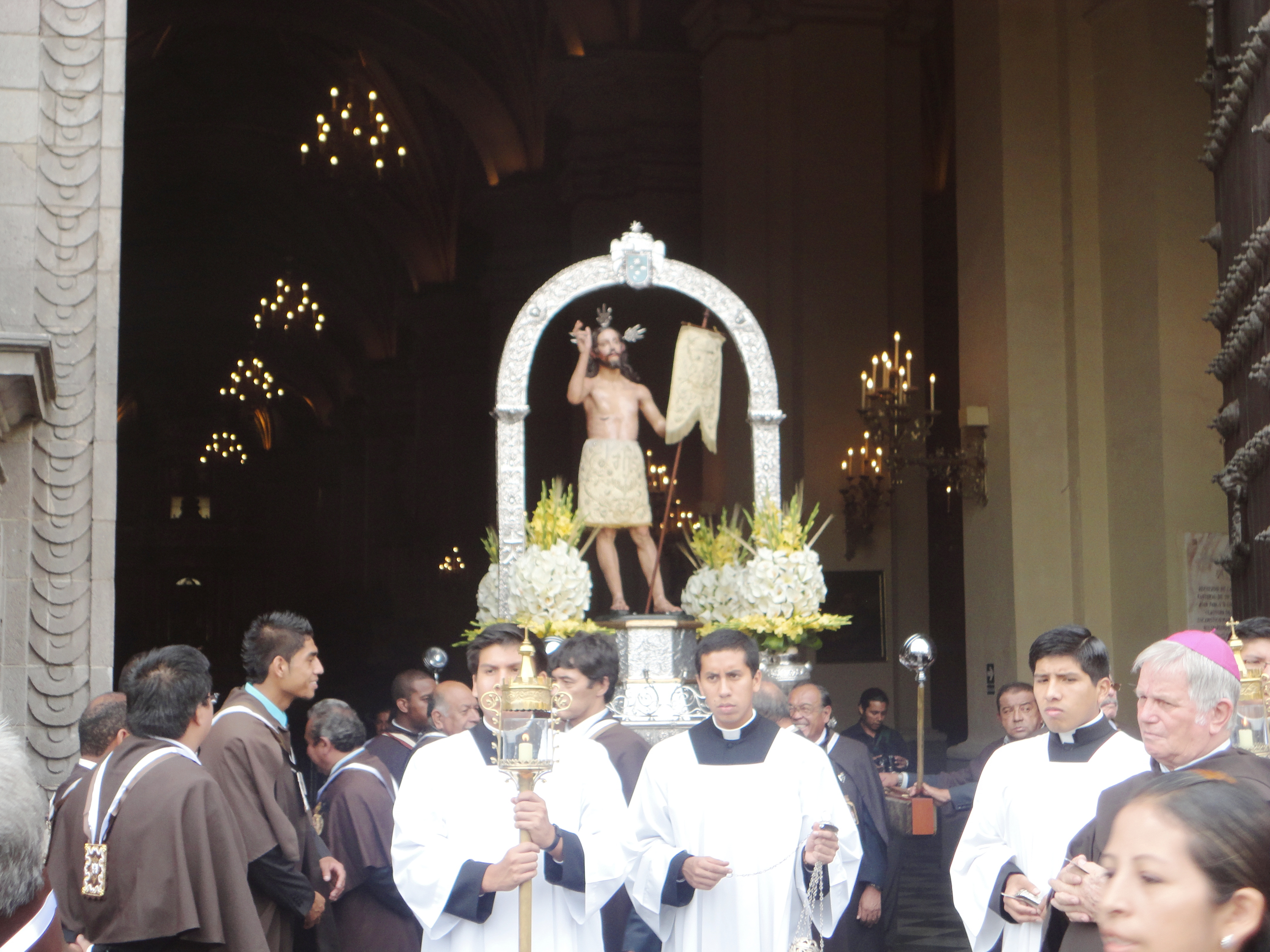
Cristo resucitado, Domingo de Resurrección, Catedral de Lima.

Se realiza la procesión de la Virgen de la Alegría del Monasterio de Nuestra Señora del Carmen de los Barrios Altos, la cual es recibida por el Señor Resucitado en la Basílica Catedral, donde se lleva a cabo la Misa de Pascua de Resurrección.

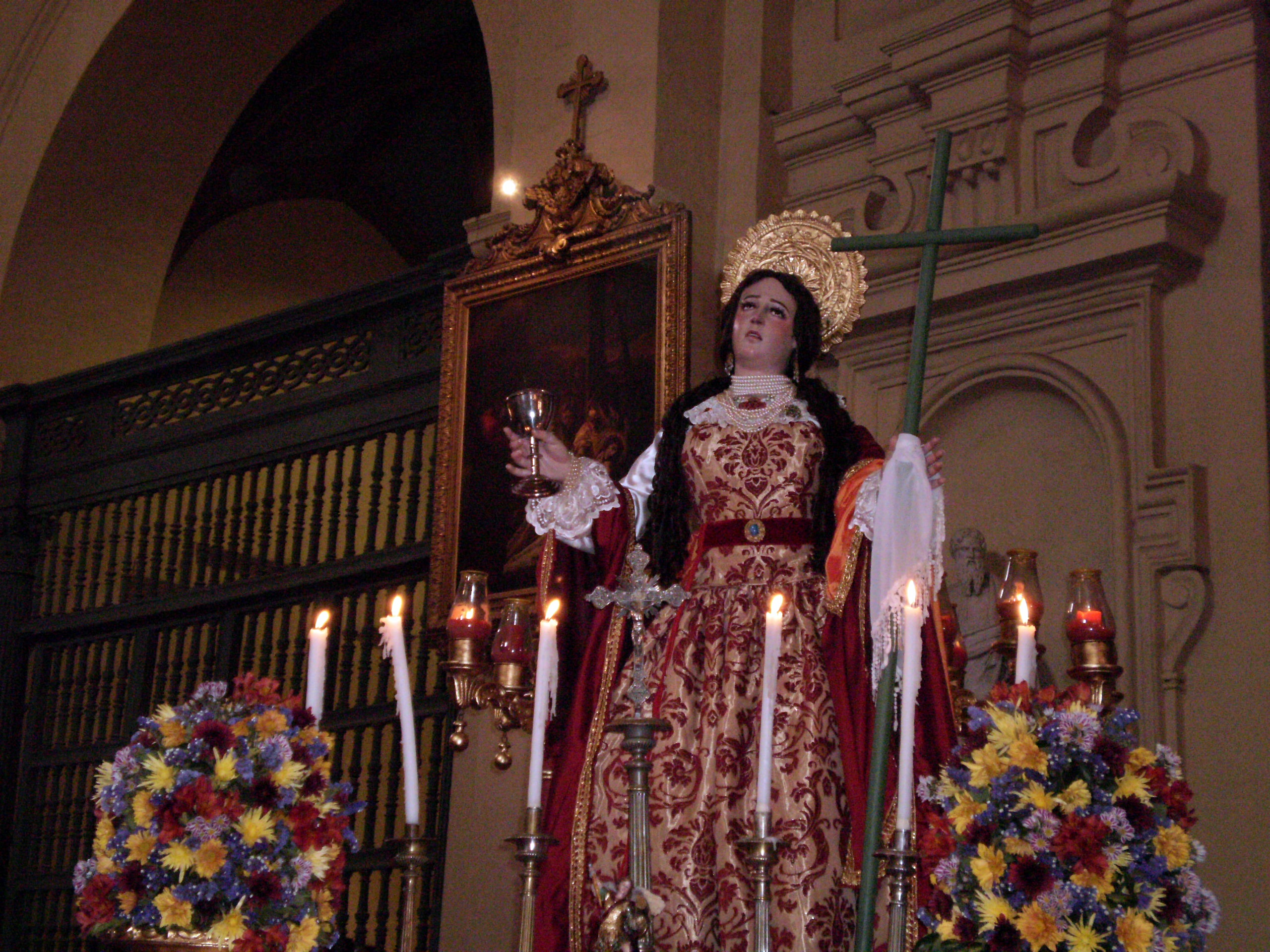
Domingo de Resurrección 2012 en la Basílica Catedral de Lima

Desde 2012 Venturosa Santa María Magdalena de la cofradía "Venturosa Santa María Magdalena y Glorioso San Miguel Arcángel"; encuentra al Señor Resucitado y a la Virgen de la Alegría en el atrio de la Basílica Catedral de Lima como antesala a la Misa por Pascua de Resurrección. Y desde 2016, lo hace acompañada  

por San Juan Evangelista de la Basílica del Santísimo Rosario.  